# Stazione di Cremona Porta Milano
La stazione di Cremona Porta Milano era il capolinea cremonese della linea ferroviaria per Iseo, gestita dalla Società Nazionale Ferrovie e Tramvie. Posta alla periferia occidentale della città, fu in esercizio dal 1926 al 1956.

## Storia
La stazione fu aperta nel 1926, al completamento della ferrovia Cremona–Soresina, completata fino a Iseo nel 1932.
L'impianto fu realizzato come struttura passante, dato che si raccordava verso est alla stazione FS, ma fu gestito come scalo di testa. Il raccordo con la stazione FS fu aperto al traffico passeggeri solo per brevi periodi, nel 1930-31, nel 1943-45 e nel 1954-56, a causa dell'opposizione delle Ferrovie dello Stato, concorrenti della SNFT.
La stazione fu chiusa nel 1956 insieme all'intera linea; per un certo periodo servì da capolinea per le corriere dirette fuori città.

## Strutture e impianti

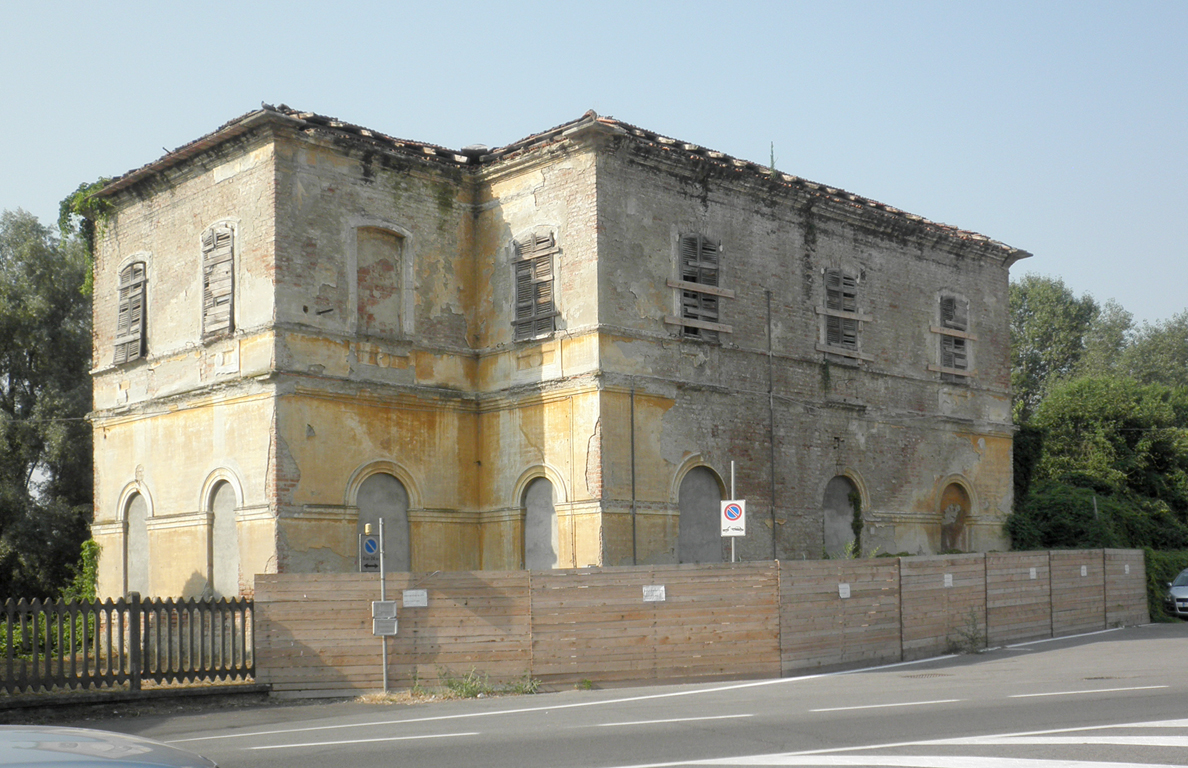
L'ex fabbricato viaggiatori nel 2010

Il fabbricato viaggiatori era una costruzione a due piani ancora esistente sebbene in stato di degrado.
Il piazzale ferroviario disponeva di quattro binari, uno solo dei quali servito da marciapiede; il primo di essi, tronco, serviva direttamente il magazzino merci.
Erano inoltre presenti un magazzino merci, demolita successivamente alla chiusura della linea, una rimessa locomotive a due binari in seguito riconvertita quale ricovero per autobus, una torre dell'acqua e un fabbricato adibito ad officina sociale. Oltre a un binario di servizio che terminava con una piattaforma girevole posta lateralmente rispetto alla rimessa, dietro quest'ultima era inoltre presente un ulteriore fascio di due binari.

## Interscambi
Per ovviare all'inconveniente della mancata attivazione del raccordo per un servizio passeggeri con la stazione delle Ferrovie dello Stato, la SNFT organizzò un servizio autobus tra i due impianti, impiegando Fiat 18 BL.
Nel 1952, la Società Elettrica Bresciana (SEB), che eserciva la rete filoviaria di Cremona, decise di istituire un'autolinea urbana, la B, per collegare la stazione SNFT al centro cittadino.
La stazione si trovava nei pressi dell'omonima fermata della tranvia Piacenza-Cremona della Società Italiana Ferrovie e Tramvie (SIFT).